# سد بالاخانلو
سد بالاخانلو در استان قزوین و به فاصله ۸۰ کیلومتری جنوب شهرستان بوئین زهرا قرار دارد و در روستای بالاخانلو در حوزه شهرستان بوئین زهرا است.